# 岡本夏美
岡本夏美（1998年7月1日—）是一名日本女演員、模特兒，出身自神奈川縣，隸屬於經紀公司Ever Green Entertainment旗下。

## 出演

### 電視劇
- 夜行觀覽車（2013年1月18日－3月22日，TBS）：飾演 佐伯南
- GTO（2014年7月8日－9月16日，富士電視台）：飾演 柊佐奈，其中第6集劇情以柊佐奈一角為中心[1][2]
- 靈異教師神眉（2014年10月11日－12月13日，日本電視台）：飾演 松本詩織
- 派遣女公關彩華（2017年10月9日－，AbemaTV）：飾演 舞
- 狂賭之淵：飾演 西洞院百合子
  - 第一季（2018年1月14日－3月18日，MBS）
  - 第二季（2019年4月1日－，MBS）
- 後街女孩（2019年2月18日－3月27日，TBS）：飾演 山本健太郎／愛理
- 在深灰色的箱子中（2020年2月9日－3月15日，朝日）：飾演 高鳥葵
- 御飯團（2024年10月－，NHK）：飾演 田中鈴音

### 電影
- 電影 狂賭之淵（2019年5月3日）：飾演 西洞院百合子
- 青春特調蜂蜜檸檬蘇打（2021年7月9日）：飾演 遠藤步美
- 童年玩伴的他（2023年5月12日）：飾演 立花惠

## 外部連結
- 官方網站 （页面存档备份，存于）（日語）
- 岡本夏美的X（前Twitter）（日語）
- 岡本夏美的Instagram帳戶（日語）